# Karolus-Monogramm

Monogramm Karls des Großen

Das Karolus-Monogramm (auch Karlsmonogramm) war das offizielle Signum Karls des Großen, der, selbst des Schreibens nicht mächtig, von einem Schreiber das Monogramm vorschreiben ließ und mit einem finalen Strich, dem Vollziehungsstrich, dem Signum Gültigkeit verlieh.
Das Monogramm besteht aus den über ein Kreuz verbundenen Buchstaben K-R-L-S, die um eine Raute angeordnet sind, die im oberen Teil den Vollziehungsstrich in Form eines y enthält. Die Raute ergibt insgesamt ein O, während die obere Hälfte als A und die untere Hälfte als U zu lesen sind. Das ergibt in der richtigen Reihenfolge K→A↑R↓O↓L↑U→S.
Solche Monogramme waren schon in vorkarolingischer Zeit bekannt, dort allerdings auf Münzen, denn die Herrscher der Merowinger und früher waren des Schreibens mächtig, sodass sie Urkunden selbst unterzeichnen konnten. Auf dem Denar ab 793/794 war das Monogramm auf der Münzrückseite geprägt.

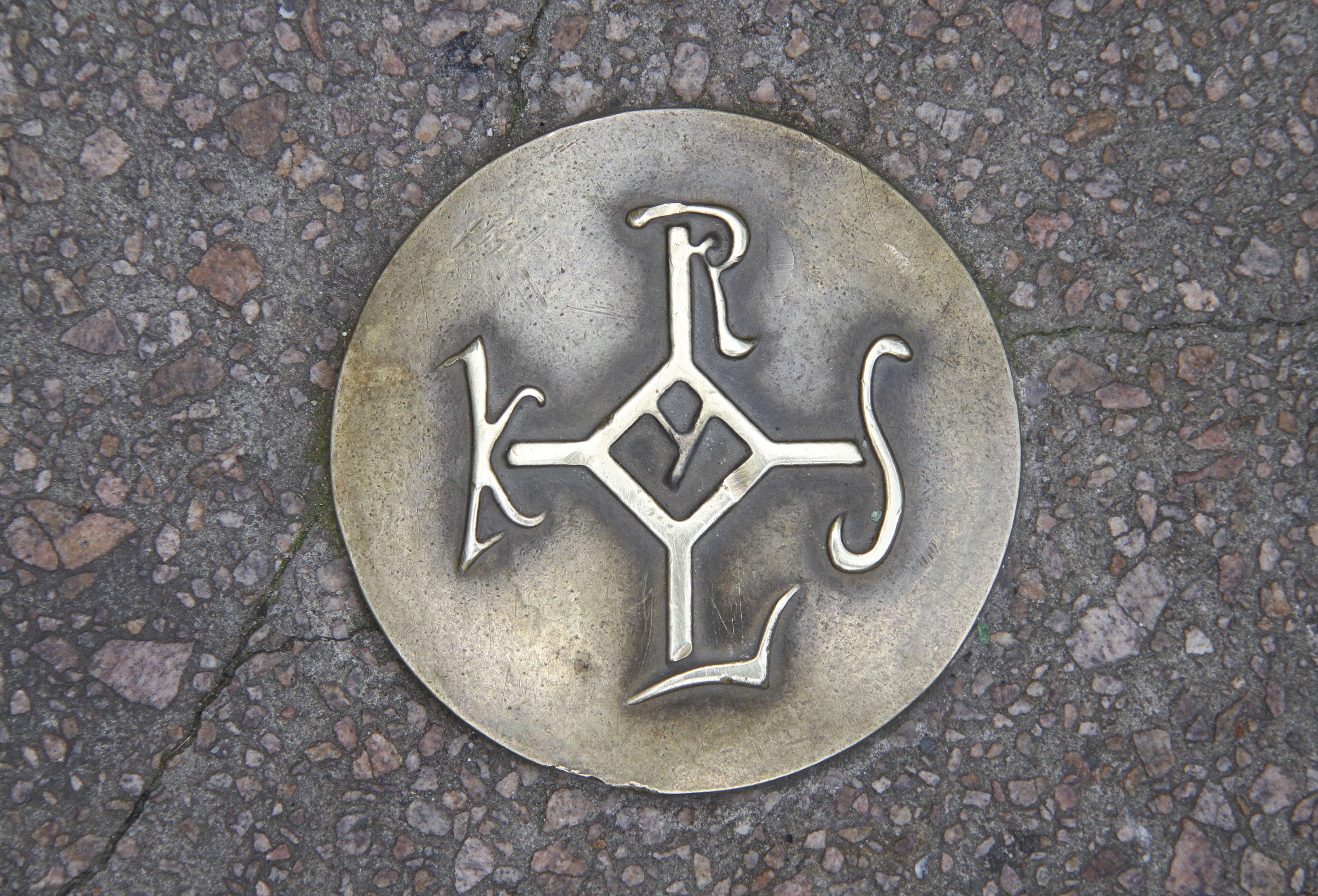
Bronzeplatte mit dem Monogramm Karls des Großen in Aachen, das als Wegweiser für einen historischen Weg durch die Aachener Innenstadt dient

140 Nägel mit dem Karolus-Monogramm im Kopf markieren den 1,5 km langen Rundweg „Kaiser Karl führt durch Aachen“, der seit 2002 vom Elisenbrunnen zu verschiedenen Sehenswürdigkeiten in der Altstadt führt. Die Karlsmedaille für europäische Medien trägt das Monogramm auf der Vorderseite der Medaille.